# Rivière de la Solenzara
Rivière de la Solenzara este o arie protejată (sit de importanță comunitară — SCI) din Franța întinsă pe o suprafață de 4.203 ha, integral pe uscat.

## Localizare
Centrul sitului Rivière de la Solenzara este situat la coordonatele 41°48′54″N 9°15′50″E / 41.815°N 9.26389°E.

## Înființare
Situl Rivière de la Solenzara a fost declarat arie specială de conservare în baza directivei 92/43 din 1992 referitoare la conservarea habitatelor naturale și a faunei și florei sălbatice pentru a proteja 2 specii de plante și 12 specii de animale.

## Biodiversitate
Situată în ecoregiunea mediteraneană, aria protejată conține 7 habitate naturale: Lande oro-mediteraneene cu formațiuni endemice de grozamă, Pante stâncoase silicioase cu vegetație casmofită, Păduri de Quercus ilex și Quercus rotundifolia, Păduri de pin (sub-) mediteraneene cu pini negri endemici, Galerii de Salix alba și de Populus alba, Păduri de pin mediteraneene cu pini mezogeni endemici, Păduri mediteraneene de Taxus baccata.
La baza desemnării sitului se află mai multe specii protejate:
- plante (2): Euphrasia genargentea, Herniaria litardierei
- amfibieni (2): Discoglossus montalentii, Discoglossus sardus
- mamifere (7): liliac cârn (Barbastella barbastellus), Cervus elaphus corsicanus, liliac cu urechi mari (Myotis bechsteinii), liliac cărămiziu (Myotis emarginatus), Ovis gmelini musimon, liliacul mare cu potcoavă (Rhinolophus ferrumequinum), liliacul mic cu potcoavă (Rhinolophus hipposideros)
- nevertebrate (2): croitorul mare al stejarului (Cerambyx cerdo), Papilio hospiton
- pești (1): salmo cettii (Salmo cetti)

Pe lângă speciile protejate, pe teritoriul sitului au mai fost identificate 9 specii de plante, 3 specii de amfibieni, 13 specii de mamifere, 3 specii de nevertebrate, 1 specie de pești, 2 specii de reptile.